# Moduláris hatványozás
Moduláris hatványozásnak nevezzük a hatványozásnak a számelméleti alkalmazását. Konkrétan a hatványozás eredménye a hatvány osztási maradéka adott modulusra nézve. Leginkább a számítógépes titkosítási rendszerekben találkozhatunk vele, mivel ott gyakran kell nagy számok nagy kitevőjű hatványainak maradékait kiszámolni. Ilyen például a Diffie–Hellman-kulcscsere vagy az RSA-algoritmus.

## Definíció
Egy f szám g alapú moduláris e-edik hatványának nevezzük azt az x számot, amire teljesül, hogy
{\displaystyle x\equiv f^{e}{\pmod {g}}.}
A definíció alapján ez egyszerűen egy gyűrűművelet, a hasznossága főleg az alkalmazásokban derül ki. A kiszámítás során ugyanis felhasználhatjuk, hogy egy szám hatványának maradéka a szám maradékának hatványa.

## Kiszámítás

### Definíció szerint
Hagyományosan kiszámítjuk a hatványt, majd maradékot képzünk. Ez azonban a gyakorlatban a nagy számok miatt kivitelezhetetlen.
Némileg felgyorsíthatja a számolást, ha van olyan k<e kitevő, hogy fk>g, mert akkor ezt lehet a maradékával helyettesíteni, így csak az e-k kitevőre kell kiszámítani.
Ezt továbbgondolva a következőre jutunk:
- {\displaystyle f^{k}>g}, valamint k minimális[* 2]
- {\displaystyle e=k\cdot q+r}
- {\displaystyle m\equiv f^{k}{\pmod {g}}}
- {\displaystyle f^{e}\equiv m^{q}\cdot f^{r}{\pmod {g}}}

Itt q és m biztosan kisebb, mint k illetve f, ezáltal a számítás némileg könnyebbé válik.
További segítséget jelenthet, a Euler–Fermat-tétel, ami szerint
{\displaystyle a^{\varphi (m)}\equiv 1{\pmod {m}},}
ahol {\displaystyle \varphi (m)} az Euler-függvény, mivel ekkor a kitevőt tovább lehet redukálni:
{\displaystyle {\begin{aligned}r&=e{\bmod {\varphi (m)}}\\f^{e}&\equiv f^{r}{\pmod {m}}\end{aligned}}}
Például
Mennyi a 32 szám 1296. hatványának maradéka 53-mal osztva?
Mivel 53 prímszám, ezért {\displaystyle \varphi (53)=52}. Mivel {\displaystyle 1296\equiv 48{\pmod {52}}}, ezért
{\displaystyle 32^{1296}\equiv 32^{48}{\pmod {53}}.}
Ennek eredményeképpen kapjuk a sokkal könnyebben kiszámolható
{\displaystyle x\equiv 32^{48}{\pmod {53}}}
kongruenciát. Még természetesen ezt is lehet tovább egyszerűsíteni:
{\displaystyle 32^{11}\equiv 8{\pmod {53}}}
esetén {\displaystyle 48=4\cdot 11+4} miatt
{\displaystyle x\equiv 8^{4}\cdot 32^{4}{\pmod {53}},}
ami már kézzel könnyen kiszámolható. A keresett maradék: {\displaystyle x=42}
Ha figyelembe vesszük, hogy a hatvány kiszámításának műveletigénye megközelítőleg másfélmillió lépés, eredményül pedig egy majdnem kétezer jegyű számot kapunk, amit el kell osztani 53-mal, belátható, hogy a fentebb vázolt gondolatmenet lényegesen javít a számítási időn.

### Számítógépes módszerek
Mivel a számítások során sokjegyű számokat kell összeszoroznunk, a műveletigény közelítőleg a jegyek számának hatványának nagyságrendjébe esik. Ez ugyan mérsékelhető a fenti eljárások segítségével, de még mindig akkora a műveleti ideje, hogy a kézzel való számolás lehetetlenül hosszadalmas.
Számítógépek használatával azonban a hibalehetőségek csökkenése mellett a műveleti sebesség is hihetetlen mértékben megnő, így a számítás általában másodpercekig tart mindössze.

#### Pszeudokód
A számítógépes megoldás lehetséges egyszerűen ciklussal:
```
Be
: f, g, e egészek

Legyen
 c = 1

Ciklus amíg
 e >= 1:
 
Legyen
 c = c * f
 
Legyen
 c = c 
mod
 g

Ciklus vége

Ki
: c
```

Mivel minden ciklus helyettesíthető rekurzióval, a megvalósítás másik formája:
```
Be
: f, g, e egészek

Eljárás
 SZÁMÍTÁS(a, b, c)
 
Ha
 c == 0 
akkor
 
vissza
 1
 
egyébként
 
vissza
 ( SZÁMÍTÁS(a, b, c-1) 
mod
 b )

Eljárás vége
```

Ez a természetes gondolkodáshoz is közelebb áll.
A kódokban a fentebb vázolt redukciós eljárásokat nem vettük figyelembe.

#### Megvalósítás C nyelven

##### Ciklussal
```
#include
 
<stdlib.h>

#include
 
<stdio.h>

int
 
main
(
int
 
argc
,
 
char
 
*
argv
[])

{

    
int
 
f
,
 
g
,
 
e
,
 
c
;

 

    
if
(
 
argc
 
<
 
4
 
)
 
return
 
1
;
 
//Kevés az argumentum

    
if
(
 
argc
 
>
 
4
 
)
 
return
 
2
;
 
//Sok az argumentum

 

 

    
f
 
=
 
atoi
(
 
argv
[
1
]
 
);

    
g
 
=
 
atoi
(
 
argv
[
2
]
 
);

    
e
 
=
 
atoi
(
 
argv
[
3
]
 
);

    
c
 
=
 
1
;

    
while
 
(
 
e
 
>=
 
1
 
)

    
{

        
c
 
=
 
(
 
c
 
*
 
f
 
)
 
%
 
g
;

        
e
--
;

    
}

 

    
printf
 
c
;

    
return
 
0
;

}

```

##### Rekurzióval
```
#include
 
<stdio.h>

#include
 
<stdlib.h>

int
 
powmod
(
 
int
 
f
,
 
int
 
g
,
 
int
 
e
 
)

{

    
if
(
 
e
 
<
1
 
)
 
return
 
1
;

    

    
return
 
(
 
(
 
powmod
(
 
f
,
 
g
,
 
e
-1
 
)
 
*
 
f
 
)
 
%
 
g
 
);

}

int
 
main
(
 
int
 
argc
,
 
char
 
*
argv
[]
 
)

{

    
if
(
 
argc
 
!=
 
4
 
)
 
return
 
1
;
 
//Az argumentumszám nem megfelelő

    

    
printf
 
powmod
(
 
atoi
(
 
argv
[
1
]
 
),
 
atoi
(
 
argv
[
2
]
 
),
 
atoi
(
 
argv
[
3
]
 
)
 
);

    
return
 
0
;

}

```